# Оаржа (комуна)
Оаржа (рум. Oarja) — комуна у повіті Арджеш в Румунії. До складу комуни входять такі села (дані про населення за 2002 рік):
- Оаржа (2255 осіб)
- Чаушешть (633 особи)

Комуна розташована на відстані 95 км на захід від Бухареста, 14 км на південний схід від Пітешть, 103 км на північний схід від Крайови, 111 км на південний захід від Брашова.

## Населення
За даними перепису населення 2002 року у комуні проживали 2888 осіб. Усі жителі комуни рідною мовою назвали румунську.
Національний склад населення комуни:
| Національність | Кількість осіб | Відсоток |
| -------------- | -------------- | -------- |
| румуни         | 2827           | 97,9%    |
| цигани         | 61             | 2,1%     |

Склад населення комуни за віросповіданням:
| Релігія            | Кількість осіб | Відсоток |
| ------------------ | -------------- | -------- |
| православні        | 2671           | 92,5%    |
| п'ятдесятники      | 215            | 7,4%     |
| греко-католики     | 1              | < 0,1%   |
| не вказали релігію | 1              | < 0,1%   |